# Округ Пери (Мисури)
Округ Пери (енгл. Perry County) је округ у америчкој савезној држави Мисури.

## Демографија
По попису из 2010. године број становника је 18.971, што је 839 (4,6%) становника више него 2000. године.
| Група             | 2000.          | 2010.          |
| Белци             | 17.739 (97,8%) | 18.299 (96,5%) |
| Афроамериканци    | 33 (0,2%)      | 75 (0,4%)      |
| Азијати           | 117 (0,6%)     | 85 (0,4%)      |
| Хиспаноамериканци | 93 (0,5%)      | 318 (1,7%)     |
| Укупно            | 18.132         | 18.971         |